# Mühlhausen (Herdwangen-Schönach)
Mühlhausen ist ein Dorf in der Gemeinde Herdwangen-Schönach im Süden des Landkreises Sigmaringen in Baden-Württemberg.

## Geographie
Mühlhausen liegt bei Ebratsweiler in der Nähe der Landstraße Überlingen-Pfullendorf nördlich des Teilorts Herdwangen, auf den es kirchlich und schulisch orientiert ist.

## Geschichte
Der Weiler Mühlhausen wurde 1375 erstmals erwähnt.
1474 stifteten die Herren von Jungingen Güter in Mühlhausen an die Pfarrei Liggersdorf. Zumindest ein Hof war 1563 im Besitz des Klosters Salem. Im Dreißigjährigen Krieg hatte der Weiler schwer zu leiden. Es wird 1637 zumindest ein Hof des Deutschen Ordens (Herrschaft Hohenfels) als „ganz abgebrannt, nit bewohnt“ gemeldet. Die niedere Gerichtsbarkeit gehörte teils dem Kloster Petershausen, teils dem Deutschen Orden. Das Kloster erwarb 1776, der Orden 1784 auch die hohe Gerichtsbarkeit von der Grafschaft Heiligenberg.
Bei der Säkularisation fiel der Petershauser Teil mit zwei Höfen an Baden, die Mediatisierung des Deutschen Ordens brachte dagegen den dritten Hof (jeweils mit den dazugehörigen Feldern) an das Fürstentum Hohenzollern-Sigmaringen. Das hatte die kuriose Grenzsituation zur Folge, dass der Weiler teilweise zur Gemeinde Selgetsweiler und teilweise zu Herdwangen – und damit zeitweise sogar zu verschiedenen unabhängigen Staaten, später Ländern gehörte. Insgesamt sechs hohenzollerische Exklaven, teils wohl aus einzelnen Feldparzellen, mussten mit Grenzsteinen vermarkt werden. Dabei bildeten die zwei, später drei badischen Höfe bis 1924 eine eigene Ortsgemeinde innerhalb der Samtgemeinde Herdwangen und verloren erst durch Verfügung des Bezirksamtes ihre Selbständigkeit. Erst die Umgemeindung des hohenzollerischen Dorfteils von Selgetsweiler zu Herdwangen im Jahr 1969 bereinigte die Situation. Noch heute erinnern einige alte Grenzsteine, der älteste von 1779, an die ehemalige „Spaltung“ des Weilers durch eine Landesgrenze.
Zusammen mit Herdwangen kam der Ort dann in der Gemeindereform 1974 zur Gemeinde Herdwangen-Schönach.

## Sehenswürdigkeiten

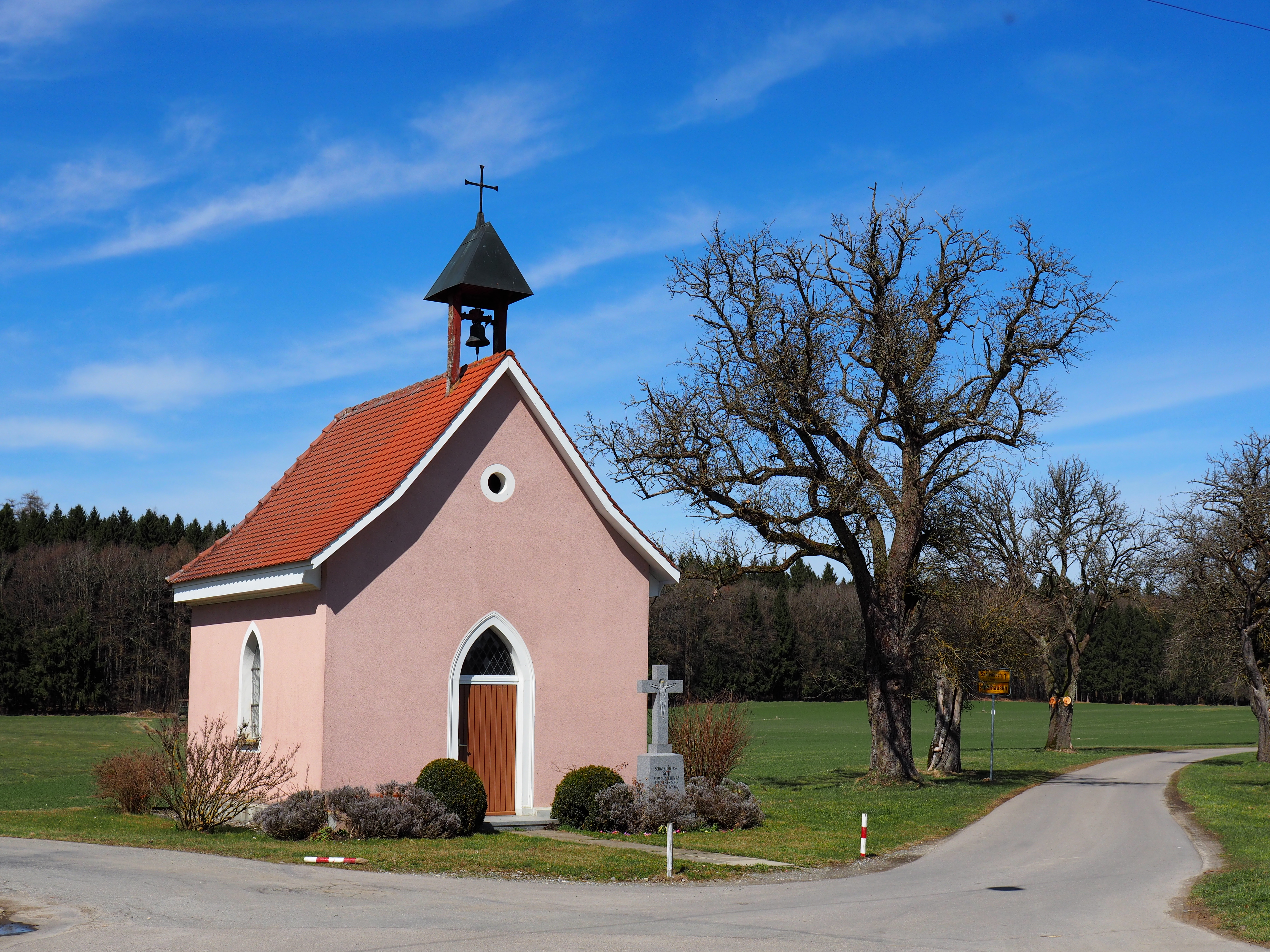
St. Sebastian

- Kapelle St. Sebastian, erbaut 1894

## Söhne und Töchter des Ortes
- Emil Stehle (1926–2017), römisch-katholischer Bischof von Santo Domingo de los Colorados